# تاریخچه پذیره آثار مولوی
کم و کیفِ پذیره شدنِ آثارِ مکتوبِ جلال‌الدین مولوی در ادوارِ گوناگون، یکسان نبوده است. مولوی در روزگارِ زندگیِ خود شهرتی داشت، چنان‌که احتمال داده‌اند سعدی هم در شیراز او را می‌شناخته است. پس از مرگش به لقبِ «مولوی» و «مولانا» شهره شد و طریقتِ مولویه توسط فرزندش، سلطان ولد و فرزندِ سلطان ولد، اولو عارف چلپی پدید آمد. در سدهٔ بعدی عمدتاً فراموش شد، مگر نزد اهالیِ خانقاه؛ تا این که سرانجام در سدهٔ چهاردهم هجری قمری، با رونقِ چاپِ حروفی در ایران و پدید آمدنِ تصحیح‌هایی از آثارش، ناگهان در ایران بلندآوازه و بلافاصله جهانی نیز شد، چنان‌که در ۲۰۰۰ م به‌واسطهٔ ترجمه‌های انگلیسیِ شعرش، پرفروش‌ترین نویسندهٔ آمریکا شد. در همین سده، منتقدان و مخالفانش نیز همچون دوستدارانش فراوان شدند، و از جمله احتمال دادند که بعضی ابیاتِ سعدی کنایه‌ای به مولوی بوده است. آثارِ مولوی از خانقاه‌ها بیرون آمد و جزو ادبیاتِ رسمی شد و دولت‌های ملی هم — هرچند محتاطانه — بدان رویِ خوش نشان دادند؛ چنان‌که پاره‌هایی عمدتاً حِکمی و اخلاقی از شعرش در کتاب‌های درسیِ مدارسِ ایران از دورهٔ پهلوی اول تا جمهوری اسلامی گنجانده شده است.

## مولوی‌پژوه
یک مولوی‌پژوه با دانش خود در زمینهٔ ادبیّات، فلسفه، تاریخ، عرفان و.. به بررسی و شناخت بهتر اندیشه‌های مولانا می‌پردازد و تلاش می‌کند جنبه‌های بیشتری از کوشش‌های وی را آشکار سازد.

## مثنوی‌پژوه
مثنوی‌پژوه ادیبی است که مثنوی مولانا را می‌پژوهد. شروح متعددی بر مثنوی معنوی مولانا نوشته شده‌است که کاربردی‌ترین و قابل توصیه‌ترین آن‌ها -که خلاصه شروح مهم گذشته است- شرح کریم زمانی است که با نام شرحِ جامعِ مثنوی، تبیین شده‌است. شرح مهم بدیع‌الزمان فروزانفر با نام شرح مثنوی شریف را نیز می‌توان کاملترین شرح مثنوی نامید.

## پژوهش در سیر زندگی مولانا
تاریخچهٔ زندگی مولانا با دیگر شاعران برجستهٔ پارسی‌گوی روشن‌تر است؛ زیرا تمام جزئیات زندگی او درست و دقیق ثبت شده و باقی مانده است. چنان‌که انگار یا او خود زندگی‌نامه خود را نوشته یا کسی همیشه همراه او بوده که تمام جزئیات حوادث زندگی او را ثبت کرده و برای آیندگان به ارمغان گذاشته است.